# Olocausto in Francia

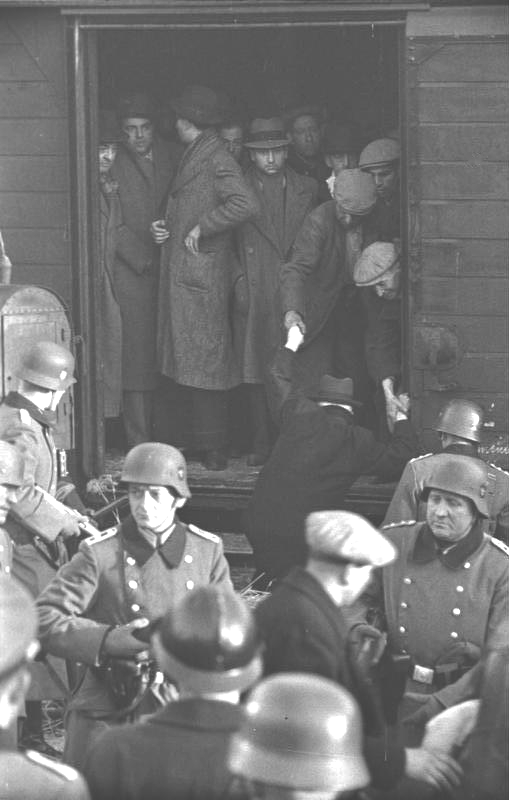
Deportazione degli ebrei durante la retata di Marsiglia, 23 gennaio 1943

L'Olocausto in Francia fu perpetrato con la persecuzione, la deportazione e l'annientamento di ebrei e rom tra il 1940 e il 1944 nel territorio francese occupato, in quello continentale del regime di Vichy e nel Nordafrica francese, durante la seconda guerra mondiale.
La persecuzione culminò con la deportazione degli ebrei nei campi di concentramento nazisti in Germania e nella Polonia occupata. La deportazione iniziò nel 1942 e durò fino al luglio 1944. Dei 340000 ebrei che vivevano nel 1940 nella Francia metropolitana, più di 75000 furono internati nei campi di sterminio, dove circa 72500 furono assassinati. Il governo di Vichy e la polizia francese organizzarono e attuarono le retate. Sebbene la maggior parte dei deportati sia stata uccisa, il tasso di sopravvivenza della popolazione ebraica in Francia raggiunse il 75% e fu uno dei più alti in Europa.

## Contesto storico
Nell'estate del 1940 nel territorio governato dai francesi vivevano circa 700 000 ebrei, di cui 400 000 vivevano nell'Algeria francese, allora parte integrante della Francia, e nei due protettorati francesi di Tunisia e Marocco. Alla vigilia della seconda guerra mondiale, la Francia continentale contava una popolazione complessiva di oltre 300 000 ebrei, di cui circa 200 000 vivevano a Parigi. Inoltre, la Francia ospitò una vasta popolazione di ebrei stranieri fuggiti dalle persecuzioni in Germania. Nel 1939, la popolazione ebraica era aumentata a 330 000 persone a causa del rifiuto degli Stati Uniti e del Regno Unito di accettare altri rifugiati ebrei in seguito alla Conferenza di Évian. Dopo l'occupazione nazista del Belgio e dei Paesi Bassi nel 1940, la Francia ha ospitato una nuova ondata di immigrati ebrei e la popolazione ebraica raggiunse il picco di 340 000 individui.
Allo scoppio della seconda guerra mondiale, gli ebrei francesi furono mobilitati nell'esercito francese come i loro compatrioti e, come accadde nel 1914, un numero significativo di ebrei stranieri si arruolò nei reggimenti di volontari stranieri, mentre i profughi ebrei dalla Germania furono internati come stranieri nemici: più in generale, la popolazione ebraica in Francia era fiduciosa nella capacità della Francia stessa di difendersi dagli occupanti nazisti, ma alcuni, in particolare dall'Alsazia e dalle regioni della Mosella, fuggirono verso ovest nella zona libera dal luglio 1940.
L'armistizio del 22 giugno 1940, firmato tra il Terzo Reich e il governo del maresciallo Philippe Pétain, non considerò delle clausole apertamente anti-ebraiche, ma indicò la volontà tedesca che l'ordine razziale esistente in Germania dal 1935 si diffondesse in Francia e nei suoi territori d'oltremare, trasformando di fatto la Francia di Vichy in un paese satellite nazista.
Secondo i termini dell'armistizio:
- L'articolo 3 stabilì che nella Francia controllata direttamente dai tedeschi, l'amministrazione francese dovette "facilitare con ogni mezzo i regolamenti" relativi all'esercizio dei diritti del Reich;
- Gli articoli 16 e 19 stabilirono che il governo francese dovette procedere al rimpatrio dei profughi dal territorio occupato e che "il governo francese fu tenuto a consegnare su richiesta tutti i cittadini tedeschi designati dal Reich e che si trovano in Francia, nei possedimenti francesi, nelle colonie, protettorati e territori sotto mandato”.

Dopo l'armistizio solo una parte della Francia continentale fu occupata dalla Germania: dalla città di Vichy, il governo del maresciallo Pétain governò nominalmente la Francia, con il nome di "Francia di Vichy", come fosse un nuovo Stato francese, ma in realtà controllò solo le regioni meridionali della Francia, i tre dipartimenti dell'Algeria francese e l'impero coloniale francese, la France d'outre-mer.
La Germania nazista e il regime di Vichy considerarono l'impero coloniale francese come parte integrante della Francia di Vichy non occupata e i suoi decreti anti-ebraici furono immediatamente attuati, in considerazione della visione di Vichy dell'impero come continuazione territoriale della Francia.

## Dall'armistizio all'invasione della "Zone libre"

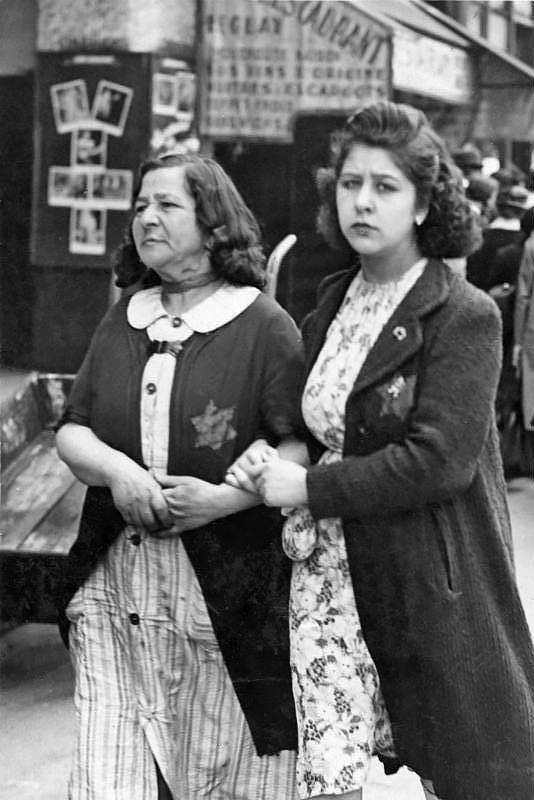
Due donne ebree nella Parigi occupata indossavano i distintivi gialli nel giugno 1942, poche settimane prima dell'arresto di massa

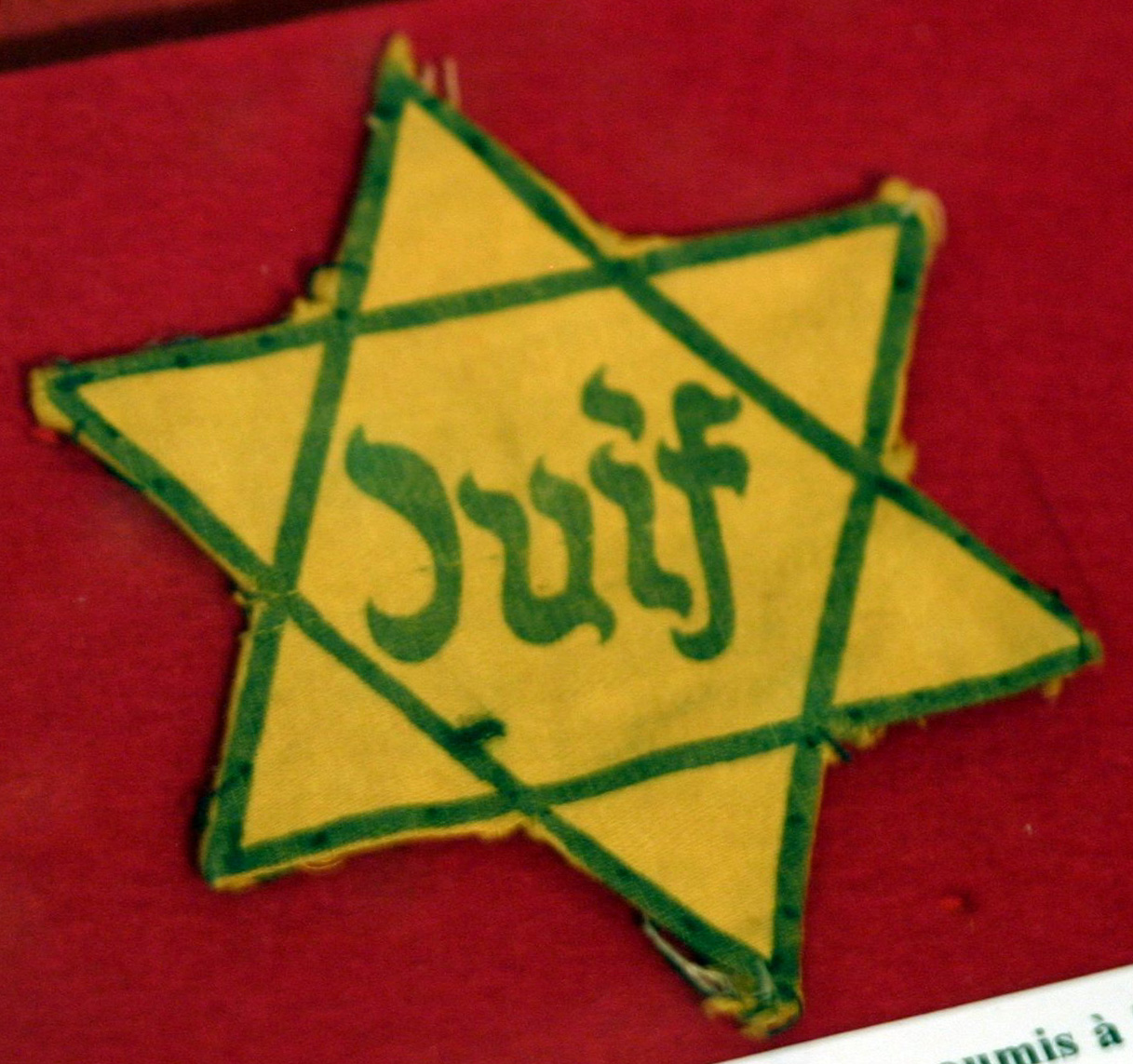
Il distintivo giallo reso obbligatorio dai nazisti in Francia

Dall'estate del 1940, Otto Abetz, ambasciatore tedesco a Parigi, organizzò l'esproprio delle ricche famiglie ebree. Il regime di Vichy adottò le prime misure anti-ebraiche poco dopo le autorità tedesche nell'autunno del 1940.
Il 3 ottobre 1940, il regime approvò la legge sullo status di ebreo per definire chi fosse da considerarsi ebreo e per stilare un elenco di occupazioni proibite agli ebrei. L'articolo 9 della legge stabilì l'applicazione anche nei possedimenti dell'Algeria francese, alle colonie, ai protettorati di Tunisia e Marocco e ai territori dei mandati. La legge dell'ottobre 1940 fu preparata da Raphaël Alibert. Un documento rinvenuto nel 2010 chiarisce che Pétain ha personalmente reso la legge ancora più rigidamente antisemita di quanto non lo fosse inizialmente, come si può vedere dalle annotazioni lasciate di suo pugno sulla bozza.
La legge "abbracciava la definizione di ebreo stabilita nelle leggi di Norimberga", privò gli ebrei dei loro diritti civili e li licenziò da molti lavori. La legge vietò anche di svolgere determinate professioni (insegnanti, giornalisti, avvocati, ecc.) agli ebrei, mentre la legge del 4 ottobre 1940 prevedeva l'autorità per la detenzione degli ebrei, immigrati in quel periodo, nei campi di internamento nel sud della Francia come a Gurs.
A questi internati si unirono i convogli degli ebrei deportati dalle altre regioni della Francia, inclusi i 6.500 ebrei deportati dall'Alsazia-Lorena durante l'Aktion Wagner-Bürckel: i Gauleiter Josef Bürckel e Robert Heinrich Wagner supervisionarono l'espulsione degli ebrei nella Francia non occupata dai loro Gau e dalle regioni dell'Alsazia-Lorena annesse nell'estate del 1941 al Reich, solo gli ebrei legati da matrimoni misti non furono espulsi.
Ai 6.500 ebrei colpiti dall'Aktion Wagner-Bürckel furono date al massimo due ore di preavviso nella notte tra il 22 e il 23 ottobre 1940, prima di essere radunati. I nove treni che trasportarono gli ebrei deportati entrarono in Francia "senza aver dato alcun preavviso alle autorità francesi", che non furono contente di riceverli, ai deportati non fu permesso di portare con sé nessuno dei loro beni, già confiscati in precedenza dalle autorità tedesche. Il ministro degli Esteri tedesco Joachim von Ribbentrop trattò le successive denunce del governo di Vichy sulle espulsioni in un "modo molto dilatorio". Di conseguenza, gli ebrei espulsi nell'Aktion Wagner-Bürckel furono internati con dure condizioni dalle autorità di Vichy nei campi di Gurs, Rivesaltes e Les Milles in attesa di un'occasione per consegnarli in Germania.
Il Commissariato generale per le questioni ebraiche, creato dallo regime di Vichy nel marzo 1941, supervisionò il sequestro dei beni ebraici e organizzò la propaganda anti-ebraica. Nello stesso tempo, i tedeschi iniziarono a compilare i registri degli ebrei nella zona occupata. Il Secondo Statut des Juifs del 2 giugno 1941 sistematizzò questa registrazione in tutto il paese e nel Nord Africa di Vichy.
Poiché il simbolo della stella gialla non fu reso obbligatorio nella zona non occupata, questi registri avrebbero fornito la base per i futuri rastrellamenti e deportazioni: nella zona occupata, un ordine tedesco imponeva l'uso della stella gialla per tutti gli ebrei di età superiore ai 6 anni già dal 29 maggio 1942.
Il 2 ottobre 1941 sette sinagoghe furono bombardate a Parigi: la stragrande maggioranza delle sinagoghe rimase aperta durante tutta la guerra nella cosiddetta Zona libre. Il governo di Vichy li ha persino protetti dopo gli attacchi, come fosse un modo per negare la persecuzione. In Alsazia-Lorena molte sinagoghe furono distrutte o convertite.
Allo scopo di controllare più da vicino la comunità ebraica, il 29 novembre 1941 i tedeschi diedero vita all'Union générale des israélites de France (UGIF) in cui furono incluse tutte le opere di beneficenza ebraiche: in questo modo i tedeschi furono in grado di sapere dove vivevano gli ebrei locali, tanto che furono deportati anche molti dei leader dell'UGIF, come René-Raoul Lambert e André Baur.

### Il campo di Drancy
Gli arresti degli ebrei in Francia iniziarono nel 1940 e nel 1941 iniziarono i rastrellamenti su larga scala. La prima incursione (rafle) ebbe luogo il 14 maggio 1941. Gli ebrei arrestati furono internati nei primi campi di transito a Pithiviers e Beaune-la-Rolande nel Loiret, in totale 3.747 uomini. Il secondo rastrellamento, tra il 20 luglio e il 1º agosto 1941, portò all'arresto di 4 232 ebrei che furono portati nel campo di internamento di Drancy.
Le deportazioni iniziarono il 27 marzo 1942, quando il primo convoglio lasciò Parigi per Auschwitz. Anche le donne e i bambini furono presi di mira, ad esempio nel caso del rastrellamento del Velodromo d'Inverno del 16-17 luglio 1942, in cui 13 000 ebrei furono arrestati dalla polizia francese. Nella zona occupata, la polizia francese fu effettivamente controllata dalle autorità tedesche, eseguirono le misure ordinate dai tedeschi contro gli ebrei e nel 1942 consegnarono ai tedeschi gli ebrei non francesi dai campi di internamento. Contribuirono anche all'invio di altre decine di migliaia di persone da quei campi verso i campi di sterminio nella Polonia occupata dai tedeschi, attraverso Drancy.
La propaganda annunciò che il Reich aveva creato una patria per gli ebrei da qualche parte nell'Europa orientale dove tutti gli ebrei d'Europa sarebbero stati "reinsediati". Nella primavera del 1942, l'affermazione che il "reinsediamento in Oriente" significò andare nella misteriosa patria ebraica nell'Europa orientale fu ampiamente creduta in Francia, anche dalla maggior parte degli ebrei, e sebbene la maggior parte dei francesi non credesse che la presunta patria fosse davvero il paradiso che i nazisti avevano promesso, pochi potevano immaginare la verità.
Nella zona non occupata, dall'agosto 1942, gli ebrei stranieri già deportati nei campi profughi nel sud-ovest della Francia, principalmente a Gurs e Récébédou, furono nuovamente deportati nella zona occupata, da dove furono poi inviati nei campi di sterminio in Germania e nella Polonia occupata.

## Dall'invasione della "Zone libre" al 1945
Alla fine dell'estate del 1942, Adam Rayski, direttore del quotidiano clandestino comunista J'accuse, entrò in contatto con un ex soldato dell'esercito repubblicano spagnolo che era fuggito in Francia nel 1939. Il soldato fu a sua volta deportato dal campo di internamento di Gurs per lavorare come schiavo in un progetto gestito dall'Organizzazione Todt in Polonia prima di fuggire di nuovo in Francia. Il soldato disse a Rayski di aver appreso durante la sua permanenza in Polonia dell'esistenza di un campo chiamato Auschwitz situato in Slesia dove tutti gli ebrei inviati per il "reinsediamento in Oriente" venivano sterminati. Dopo molti dubbi e dibattiti con gli altri giornalisti di J'accuse, Rayski scrisse una storia di copertina nell'edizione del 10 ottobre 1942 affermando che circa 11.000 ebrei francesi erano stati sterminati ad Auschwitz dal marzo 1942.

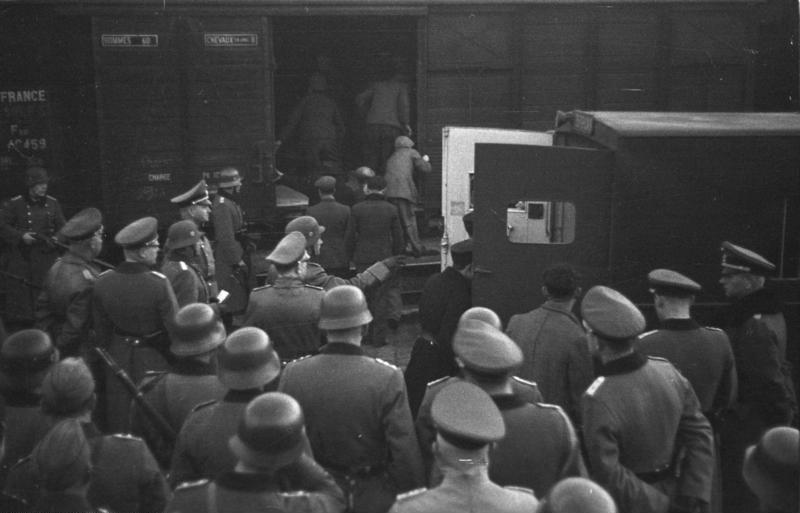
Ebrei francesi deportati da Marsiglia, 1943

Nel novembre 1942, l'intera Francia passò sotto il diretto controllo tedesco, ad eccezione di un piccolo settore occupato dall'Italia. Nella zona italiana, gli ebrei furono generalmente risparmiati dalla persecuzione, fino a quando la caduta del regime fascista in Italia portò all'istituzione della Repubblica Sociale Italiana controllata dai tedeschi nell'Italia settentrionale nel settembre 1943.
Le autorità tedesche si fecero sempre più carico della persecuzione degli ebrei, mentre le autorità di Vichy furono costrette a un approccio più sensibile verso l'opinione pubblica e, tuttavia, la Milice française, una forza paramilitare francese ispirata all'ideologia nazista, fu pesantemente coinvolta nel rastrellamento degli ebrei per la deportazione: la frequenza dei convogli tedeschi aumentò, l'ultimo, partito dal campo di Drancy, lasciò la stazione di Bobigny il 31 luglio 1944, appena un mese prima della Liberazione di Parigi.
Nell'Algeria francese, il generale Henri Giraud e poi Charles de Gaulle, il governo francese in esilio ripristinò de jure la cittadinanza francese agli ebrei il 20 ottobre 1943.

## Conseguenze
Circa 75.000 ebrei furono deportati nei campi di concentramento e di sterminio nazisti e 72 500 di loro furono assassinati, ma il 75% dei circa 330 000 ebrei nella Francia nel 1939 sfuggì alla deportazione e sopravvisse all'Olocausto, uno dei maggiori tassi di sopravvivenza in Europa.
La Francia ha il terzo numero più alto di cittadini insigniti del Giusti tra le nazioni, riconoscimento assegnato ai "non ebrei che hanno agito secondo i più nobili principi dell'umanità rischiando la propria vita per salvare gli ebrei durante l'Olocausto".

## Ammissione governativa
Per decenni il governo francese ha rifiutato di scusarsi per il ruolo della polizia francese nei rastrellamenti o per qualsiasi altra complicità: la sua argomentazione era che la Repubblica francese fu smantellata quando Philippe Pétain istituì il nuovo Stato francese durante la guerra e che la Repubblica fu ristabilita alla fine della guerra. Non spettava quindi alla neonata Repubblica scusarsi per i fatti accaduti e compiuti da uno Stato che non riconosceva. L'ex presidente François Mitterrand aveva mantenuto questa posizione, tale affermazione è stata recentemente ribadita da Marine Le Pen, leader del partito Front National, durante la campagna elettorale del 2017.
L'argomento della "Soluzione Finale" è stato ignorato per decenni. La narrazione promossa da de Gaulle a partire dal 1944 secondo cui quasi l'intera nazione francese fu unita nella resistenza all'occupazione nazista, ad eccezione di alcuni disonorevoli traditori, rese difficile riconoscere il ruolo dei funzionari, poliziotti e gendarmi francesi nella "Soluzione finale". Il primo libro a menzionare l'argomento è stato Vichy France: Old Guard and New Order, 1940-1944 del 1972, scritto dallo storico americano Robert Paxton che pose l'attenzione sulla Francia di Vichy in generale. Il primo libro interamente dedicato all'argomento fu Vichy France and the Jews del 1981, scritto da Paxton e dallo storico canadese Michael Marrus.
Il 16 luglio 1995, il presidente Jacques Chirac dichiarò che era giunto il momento che la Francia affrontasse il suo passato e riconobbe il ruolo avuto nella persecuzione degli ebrei e delle altre vittime dell'occupazione tedesca. I responsabili, secondo Chirac, furono "4 500 poliziotti e gendarmi, francesi, sotto l'autorità dei loro leader [che] obbedivano alle richieste dei nazisti". Chirac commentò nel suo discorso sul rastrellamento del Velodromo d'Inverno:"Quelle ore nere hanno sporcato la nostra storia per sempre. [...] La follia criminale dell'occupante è stata assistita dal popolo francese, dallo Stato francese. [...] La Francia, quel giorno, commise l'irreparabile".
Per celebrare il 70º anniversario del rastrellamento, il 22 luglio 2012 il presidente François Hollande tenne un discorso presso il memoriale: nell'occasione fu riconosciuto che questo evento fu un crimine commesso "in Francia, dalla Francia" e sottolineò che le deportazioni a cui partecipò la polizia francese furono reati commessi contro i valori, i principi e gli ideali francesi, e continuando il suo discorso sottolineando la tolleranza francese verso lo straniero.
Nel luglio 2017, anche in commemorazione delle vittime del rastrellamento al Velodromo d'Inverno, il presidente Emmanuel Macron ha denunciato il ruolo della Francia nell'Olocausto e il revisionismo storico che negava alla Francia la responsabilità del rastrellamento del 1942 e la successiva deportazione di 13 000 ebrei. "Fu davvero la Francia a organizzare questa [retata]", ha detto, la polizia francese che collaborava con i nazisti. "Nessun tedesco ha preso parte", ha aggiunto. Né Chirac né Hollande avevano espressamente affermato che il governo di Vichy, al potere durante la seconda guerra mondiale, rappresentasse effettivamente lo Stato francese. Macron d'altra parte, ha chiarito che il governo durante la guerra era effettivamente lo Stato francese. "È conveniente vedere il regime di Vichy come nato dal nulla, tornato al nulla. Sì, è conveniente, ma è falso. Non possiamo costruire l'orgoglio su una bugia". Macron ha fatto un sottile riferimento alle scuse di Chirac del 1995 quando ha aggiunto: "Lo ripeto qui. È stata davvero la Francia a organizzare il rastrellamento, la deportazione e quindi, per quasi tutti, la morte".

### Approfondimenti
- (FR) Adler, Jacques. "The Jews and Vichy: reflections on French historiography." Historical Journal 44.4 (2001): 1065–82.
- (EN) David Carroll, What It Meant to Be "A Jew" in Vichy France: Xavier Vallat, State Anti-Semitism, and the Question of Assimilation, in SubStance, vol. 27, n. 3, 1998,  pp. 36-54, DOI:10.2307/3685578, JSTOR 3685578.
- (EN) Richard H. Weisberg, Vichy law and the Holocaust in France, Studies in Antisemitism, Amsterdam, Harwood Academic, 1996, ISBN 3718658925.
- (EN) Renée Poznanski, Jews in France during World War II, Hanover, Brandeis University Press, 2001, ISBN 978-1584651444.
- (EN) Broch, Ludivine, French Railway Workers and the Question of Rescue During the Holocaust (Les cheminots français et la question du sauvetage pendant la Shoah), in Diasporas, 25: Empires ibériques, 2015,  pp. 147-67, DOI:10.4000/diasporas.379.
- (FR) La SNCF attaquée par des descendants de victimes de l'Holocauste aux Etats-Unis, su liberation.fr, Agence France-Presse (AFP) at Libération, 17 aprile 2015.